# Miroslav Ihnačák
Miroslav Ihnačák (* 19. února 1962, Poprad) je bývalý slovenský hokejový útočník. Je bratrem bývalého hokejisty Petra Ihnačáka a strýcem hokejisty Briana Ihnačáka.

## Klubový hokej
Hokejově vyrůstal v rodném Popradu. Od sezóny 1981/1982 hrál v klubu VSŽ Košice, kde společně s Igorem Libou a Janem Vodilou vytvořili jednu z nejproduktivnějších formací ligy. V roce 1982 si ho vybralo Toronto Maple Leafs v 9. kole ze 171. místa vstupního draftu. Do zámoří následně odešel uprostřed sezóny 1985/86 a působil v něm 6 let. Většinou však hrával v nižších soutěžích. Celkově odehrál v NHL 57 zápasů, ve kterých zaznamenal 17 bodů za 8 gólů a 9 asistencí za Toronto Maple Leafs a Detroit Red Wings. Následně se vrátil do Evropy a působil v německých soutěžích a také ve Švýcarsku. Nakonec se vrátil do Košic, odehrál zde 6 sezón a získal mistrovský titul. Na závěr kariéry odehrál ještě jednu sezónu v rodném Popradu a také několik zápasů za MHC Martin a Prešov. Jako 43letý se původně rozhodl ukončit kariéru. Tu pak doplnil ještě zápasy za druholigový klub HKm Humenné, kde vypomohl svému bývalému spoluhráči a trenérovi Jánu Vodilovi.

## Klubové statistiky
| Sezona  | Klub                  | Soutěž  | Základní část | Základní část | Základní část | Základní část | Základní část | Základní část | Play off | Play off | Play off | Play off | Play off | Play off |
| Sezona  | Klub                  | Soutěž  | Z             | G             | A             | B             | TM            | + / -         | Z        | G        | A        | B        | TM       | + / -    |
| ------- | --------------------- | ------- | ------------- | ------------- | ------------- | ------------- | ------------- | ------------- | -------- | -------- | -------- | -------- | -------- | -------- |
| 1981/82 | VSŽ Košice            | CSHL    | 41            | 22            | 11            | 33            | 28            | -             | -        | -        | -        | -        | -        | -        |
| 1982/83 | VSŽ Košice            | CSHL    | 42            | 20            | 17            | 37            | 32            | -             | -        | -        | -        | -        | -        | -        |
| 1983/84 | VSŽ Košice            | CSHL    | 42            | 19            | 25            | 44            | 34            | -             | -        | -        | -        | -        | -        | -        |
| 1984/85 | VSŽ Košice            | CSHL    | 43            | 35            | 31            | 66            | 68            | -             | -        | -        | -        | -        | -        | -        |
| 1985/86 | VSŽ Košice            | CSHL    | 21            | 16            | 16            | 32            | -             | -             | -        | -        | -        | -        | -        | -        |
| 1985/86 | Toronto Maple Leafs   | NHL     | 21            | 2             | 4             | 6             | 27            | -             | -        | -        | -        | -        | -        | -        |
| 1985/86 | St. Catharines Saints | AHL     | 13            | 4             | 4             | 8             | 2             | -             | -        | -        | -        | -        | -        | -        |
| 1986/87 | Toronto Maple Leafs   | NHL     | 34            | 6             | 5             | 11            | 12            | -             | 1        | 0        | 0        | 0        | 0        | -        |
| 1986/87 | Newmarket Saints      | AHL     | 32            | 11            | 17            | 28            | 6             | -             | -        | -        | -        | -        | -        | -        |
| 1987/88 | Newmarket Saints      | AHL     | 51            | 11            | 17            | 28            | 24            | -             | -        | -        | -        | -        | -        | -        |
| 1988/89 | Detroit Red Wings     | NHL     | 1             | 0             | 0             | 0             | 0             | -             | -        | -        | -        | -        | -        | -        |
| 1988/89 | Adirondack Red Wings  | AHL     | 62            | 34            | 37            | 71            | 32            | -             | -        | -        | -        | -        | -        | -        |
| 1989/90 | Halifax Citadels      | AHL     | 57            | 33            | 37            | 70            | 43            | -             | -        | -        | -        | -        | -        | -        |
| 1990/91 | Halifax Citadels      | AHL     | 77            | 38            | 57            | 95            | 42            | -             | -        | -        | -        | -        | -        | -        |
| 1991/92 | Berliner SC Preussen  | DEL     | 26            | 8             | 12            | 20            | 24            | -             | -        | -        | -        | -        | -        | -        |
| 1991/92 | EV Zug                | NLA     | 7             | 6             | 2             | 8             | 8             | -             | -        | -        | -        | -        | -        | -        |
| 1992/93 | HK ŠKP Poprad         | CSHL    | 10            | 7             | 2             | 9             | 2             | -             | -        | -        | -        | -        | -        | -        |
| 1992/93 | EV Zug                | NLA     | 7             | 6             | 2             | 8             | 8             | -             | -        | -        | -        | -        | -        | -        |
| 1992/93 | Mannheim ERC          | DEL     | 8             | 2             | 7             | 9             | 2             | -             | -        | -        | -        | -        | -        | -        |
| 1993/94 | Milwaukee Admirals    | IHL     | 1             | 0             | 0             | 0             | 0             | -             | -        | -        | -        | -        | -        | -        |
| 1993/94 | Landsberg EV          | DEL-2   | 7             | 3             | 7             | 10            | 14            | -             | -        | -        | -        | -        | -        | -        |
| 1994/95 | HC Košice             | SE      | 20            | 13            | 17            | 30            | 16            | -             | -        | -        | -        | -        | -        | -        |
| 1994/95 | Heilbronner EC        | DEL-3   | 11            | 9             | 9             | 18            | 8             | -             | -        | -        | -        | -        | -        | -        |
| 1995/96 | ERC Selb              | DEL-3   | 44            | 39            | 68            | 107           | 63            | -             | -        | -        | -        | -        | -        | -        |
| 1996/97 | ERC Selb              | DEL-3   | 41            | 25            | 46            | 71            | 69            | -             | -        | -        | -        | -        | -        | -        |
| 1997/98 | ERC Selb              | DEL-3   | 24            | 14            | 16            | 30            | 6             | -             | -        | -        | -        | -        | -        | -        |
| 1998/99 | HC Košice             | SE      | 42            | 12            | 29            | 41            | 20            | +26           | -        | -        | -        | -        | -        | -        |
| 1999/00 | HC Košice             | SE      | 49            | 15            | 22            | 27            | 34            | -6            | -        | -        | -        | -        | -        | -        |
| 2000/01 | HC Košice             | SE      | 50            | 17            | 35            | 52            | 34            | -9            | -        | -        | -        | -        | -        | -        |
| 2001/02 | HC Košice             | SE      | 49            | 21            | 31            | 52            | 30            | +19           | -        | -        | -        | -        | -        | -        |
| 2002/03 | HC Košice             | SE      | 52            | 22            | 20            | 42            | 42            | -             | -        | -        | -        | -        | -        | -        |
| 2003/04 | HC Košice             | SE      | 53            | 11            | 24            | 35            | 26            | -5            | -        | -        | -        | -        | -        | -        |
| 2004/05 | HK ŠKP Poprad         | SE      | 52            | 11            | 18            | 29            | 28            | 0             | -        | -        | -        | -        | -        | -        |
| 2005/06 | MHC Martin            | SE      | 10            | 1             | 2             | 3             | 6             | -2            | -        | -        | -        | -        | -        | -        |
| 2005/06 | HK LK Prešov          | 1. HLSR | 1             | 0             | 3             | 3             | 2             | +1            | -        | -        | -        | -        | -        | -        |
| 2009/10 | HKm Humenné           | 2. HLSR | 2             | 2             | 1             | 3             | 0             | +2            | -        | -        | -        | -        | -        | -        |
|         | Spolu                 |         |               |               |               |               |               |               |          |          |          |          |          |          |

## Reprezentace
Zúčastnil se MS 1995 B kategorie, kde si Slovensko vybojovalo účast v nejvyšší kategorii šampionátu. V slovenské reprezentaci odehrál 12 zápasů, vstřelil 10 branek. Československo reprezentoval na Mistrovství Evropy v ledním hokeji hráčů do 18 let v letech 1979 a 1980. Za seniorskou reprezentaci navzdory výkonu nenastoupil ani jednou, neboť jeho bratr v roce 1982 emigroval.

### Reprezentační statistika
| Akce   | Rok  | Z | G | A | B | TM | + / - |
| ------ | ---- | - | - | - | - | -- | ----- |
| MEJ 18 | 1979 |   |   |   |   | -  | -     |
| MEJ 18 | 1980 | 5 | 4 | 4 | 8 | 0  | -     |
| MS B   | 1995 | 7 | 7 | 1 | 8 | 2  | -     |

## Trenérská kariéra
V závěru hráčského působení v Martině se stal zároveň asistentem trenéra. Na stejné pozici působil v prvoligovém klubu HK Létající koně Prešov. V březnu 2006 během 2. třetiny druhého čtvrtfinálového zápasu proti Banské Bystrici hodil směrem k rozhodčímu láhev s vodou a následně jeho tým opustil ledovou plochu. Od disciplinární komise SSLH dostal zákaz činnosti na jeden měsíc nepodmíněně.
V sezóně 2006/07 trénoval prvoligový MHK SkiPark Kežmarok, který přivedl do extraligy. Stejný klub, ale už jako extraligové mužstvo, vedl i v sezóně 2007/08, ale po jejím skončení se s ním musel rozloučit.
V říjnu 2008 se stal trenérem polského klubu GKS Tychy.
Následně vedl v sezóně 2009/2010 HK Trebišov av sezóně 2010/2011 tým Spiššskej Nové Vsi. Sezónu 2011/12 začal jako trenér Michalovců, již v říjnu ho ale pro nevýrazné výkony týmu odvolali z funkce . V listopadu 2011 se stal trenérem klubu HC Košice , s nímž získal stříbrnou medaili. Sezónu 2012/13 začal opět jako trenér Michalovců 